# 朱泰塍
鄒平莊靖王朱泰塍（1419年—1463年），明朝魯藩第一代鄒平王，魯靖王朱肇煇的嫡第六子。

## 生平
宣德二年（1427年）二月，獲賜名泰塍。正統二年（1437年）四月，封鄒平王。
天順七年（1463年）十月，朱泰塍去世，享年四十五歲，諡號莊靖。四年後，庶第二子朱陽鎕襲爵。

## 家庭

### 妻
- 項氏，肥城守禦千戶所百戶項通女，正統二年（1437年）四月冊為鄒平王妃[2]，正統六年（1441年）二月去世[5]。

### 妾
- 郭氏，生朱陽鎕[6]。

### 子
- 庶長子：朱陽鑕[7][8]
- 庶第二子：鄒平恭懿王朱陽鎕[4]